# 오르니토수쿠스
오르니토수쿠스(Ornithosuchus)는 트라이아스기에 서식한 육식 파충류이다. 오늘날 유럽대륙에서 서식하였고, 화석이 처음 발견된 곳은 영국이다. 학명은 "새 악어(영어:bird corocodile)라는 의미를 갖고 있다. "전체 몸 길이는 약 2m~3m, 체중은 70kg~100kg 정도이다. 각 발에는 5개의 발가락을 가지고 있다.